# زبربر
الزبربر بلدية بدائرة الأخضرية ولاية البويرة.

## مواضيع ذات صلة
- بلديات ولاية البويرة
- دوائر ولاية البويرة